# Station Hrubá Voda-Smilov
Železniční zastávka Hrubá Voda-Smilov (Nederlands: Spoorweghalte Hrubá Voda-Smilov) is een station in de Tsjechische gemeente Hlubočky, in het dorp Hrubá Voda. Het station ligt aan spoorlijn 310 (die van Olomouc, via Moravský Beroun, Bruntál en Krnov, naar Opava loopt). Het station is onder beheer van de SŽDC en wordt bediend door stoptreinen van de České Dráhy. Naast het station Hrubá Voda-Smilov liggen ook de stations Hlubočky-Mariánské Údolí, Hlubočky zastávka, Hlubočky, Hrubá Voda zastávka en Hrubá Voda in de gemeente Hlubočky.
Olomouc hlavní nádraží ↔ Bystrovany ↔ Velká Bystřice ↔ Velká Bystřice zastávka ↔ Hlubočky-Mariánské údolí ↔ Hlubočky zastávka ↔ Hlubočky ↔ Hrubá Voda zastávka ↔ Hrubá Voda ↔ Hrubá Voda-Smilov ↔ Jívová ↔ Domašov nad Bystřicí ↔ Moravský Beroun ↔ Dětřichov nad Bystřicí ↔ Lomnice u Rýmařova ↔ Valšov ↔ Bruntál ↔ Milotice nad Opavou ↔ Zátor ↔ Brantice ↔ Krnov ↔ Krnov-Cvilín ↔ Úvalno ↔ Skrochovice ↔ Holasovice ↔ Vávrovice ↔ Opava západ ↔ Opava východ